# Wanouchi
Wanouchi (輪之内町, Wanouchi-chō) est un bourg du district d'Anpachi, dans la préfecture de Gifu, au Japon.

## Géographie

### Démographie
Au 1er mai 2014, la population de Wanouchi s'élevait à 9 933 habitants répartis sur une superficie de 22,36 km2.